# Санта Паолина (Авелино)
Санта Паолина (итал. Santa Paolina) је насеље у Италији у округу Авелино, региону Кампанија.
Према процени из 2011. у насељу је живело 608 становника. Насеље се налази на надморској висини од 539 м.

## Становништво
Према резултатима пописа становништва 2011. у општини је живело 1.366 становника.
| 1931. | 1936. | 1951. | 1961. | 1971. | 1981. | 1991. | 2001. | 2011. |
| ----- | ----- | ----- | ----- | ----- | ----- | ----- | ----- | ----- |
| 1.963 | 2.194 | 2.487 | 2.009 | 1.700 | 1.708 | 1.410 | 1.432 | 1.366 |